# Ewa Goziridse
Ewa Goziridse (georgisch ევა გოცირიძე, wiss. Transliteration Eva Goc̕irije; * 7. Juli 1963 in Tiflis) ist eine georgische Juristin. Seit 2018 ist sie Richterin am Verfassungsgericht von Georgien.

## Leben und Wirken
Goziridse studierte Rechtswissenschaften an der Staatlichen Universität Tiflis, wo sie 1987 ihren Abschluss machte. Ab 1992 war sie als Beraterin am Obersten Gerichtshof von Georgien tätig. Zwischen 1994 und 1997 arbeitete sie als Mitglied im Redaktionsausschuss der Regierungskommission für die Ausarbeitung des georgischen Strafgesetzbuches, bis 1999 zudem im Redaktionsausschuss des georgischen Justizamtsblatts. Von 1996 bis 1997 war sie die Leiterin der Abteilung für die Vereinheitlichung der Rechtsprechung am Obersten Gerichtshof von Georgien. Parallel dazu absolvierte sie ein erweitertes wissenschaftliches Praktikum, bei dem sie auch unterrichtete, an der Wayne State University. 1998 folgte ein weiteres Praktikum am Deutschen Institut für Föderalismusforschung in Hannover. Im selben Jahr wurde ihr mit einer staatsrechtlichen Arbeit über das US-amerikanische Impeachmentverfahren von der Staatlichen Universität Tiflis der rechtswissenschaftliche Magistergrad verliehen. Von 1997 bis 2000 war sie Mitglied des Hohen Rates der Justiz von Georgien. Anschließend war sie im Jahr 2000 Mitgründerin und bis 2005 erste Direktorin eines Menschenrechtszentrums in Georgien. 2006 wurde sie in Tiflis mit einer völkerrechtlichen Arbeit über die Meinungsfreiheit nach der Europäischen Menschenrechtskonvention und die Rechtsprechung des Europäischen Gerichtshofs für Menschenrechte (EGMR) hierzu zur Dr. iur. promoviert. Von 2007 bis 2009 absolvierte Goziridse weitere Praktika, unter anderem an der Europäischen Rechtsakademie, dem Obersten Gerichtshof Israels und der Knesset. Parallel dazu übersetzte sie Entscheidungen des Europäischen Gerichtshofs für Menschenrechte in dessen Auftrag in die georgische Sprache. Von 2009 bis 2013 war sie als Prozessbevollmächtigte in Verfahren vor dem EGMR tätig, 2010 wurde sie als Anwältin mit dem Schwerpunkt Strafrecht zur georgischen Anwaltschaft zugelassen.
Seit 2012 ist sie Professorin für Verfassungsrecht, Grundrechte und Grundfreiheiten sowie Europäische Menschenrechte an der Georgischen St.-Andreas-Universität. 2013 bis 2015 folgten diverse justizielle Hospitationen, unter anderem an der Avoués National Chambre der französischen cours d’appel, dem Oberlandesgericht Dresden und dem Generalrat der rechtsprechenden Gewalt. Von 2013 bis 2017 war sie erneut Mitglied des Hohen Rates der Justiz von Georgien und unterrichtete an der Hochschule der Justiz. 2016 wurde sie ordentliches Mitglied der Georgischen Nationalen Akademie der Wissenschaften. Im Januar 2017 wurde sie von der georgischen Regierung als eine der Kandidatinnen für die Georgien zustehende Richterstelle am EGMR vorgeschlagen; der Wahlausschuss lehnte indes alle drei Bewerber wegen mangelnder Qualifikation ab. Erst im Januar 2018 konnte mit Lado Tschanturia ein Nachfolger gefunden werden. Anstatt Richterin am EGMR zu werden, wurde Goziridse von der georgischen Regierung im Herbst 2017 zur Richterin am Verfassungsgericht von Georgien vorgeschlagen. Am 1. Dezember 2017 wurde sie vom georgischen Parlament trotz vereinzelter Infragestellung der notwendigen Neutralität zur Verfassungsrichterin gewählt. Sie trat ihr Amt nach ihrer Vereidigung am 12. Januar 2018 an.
Goziridse ist verheiratet und Mutter eines Sohnes.